# Abdulamide I
Abdulamide I ou Abdul Hamide I (Abd-ul-Hamid I; 1725-1789) foi o 27° Sultão do Império Otomano, actual Turquia e sucessor de seu irmão Mustafá III em 1774. Foi proclamado Sultão em 21 de Janeiro de 1774.